# Nina

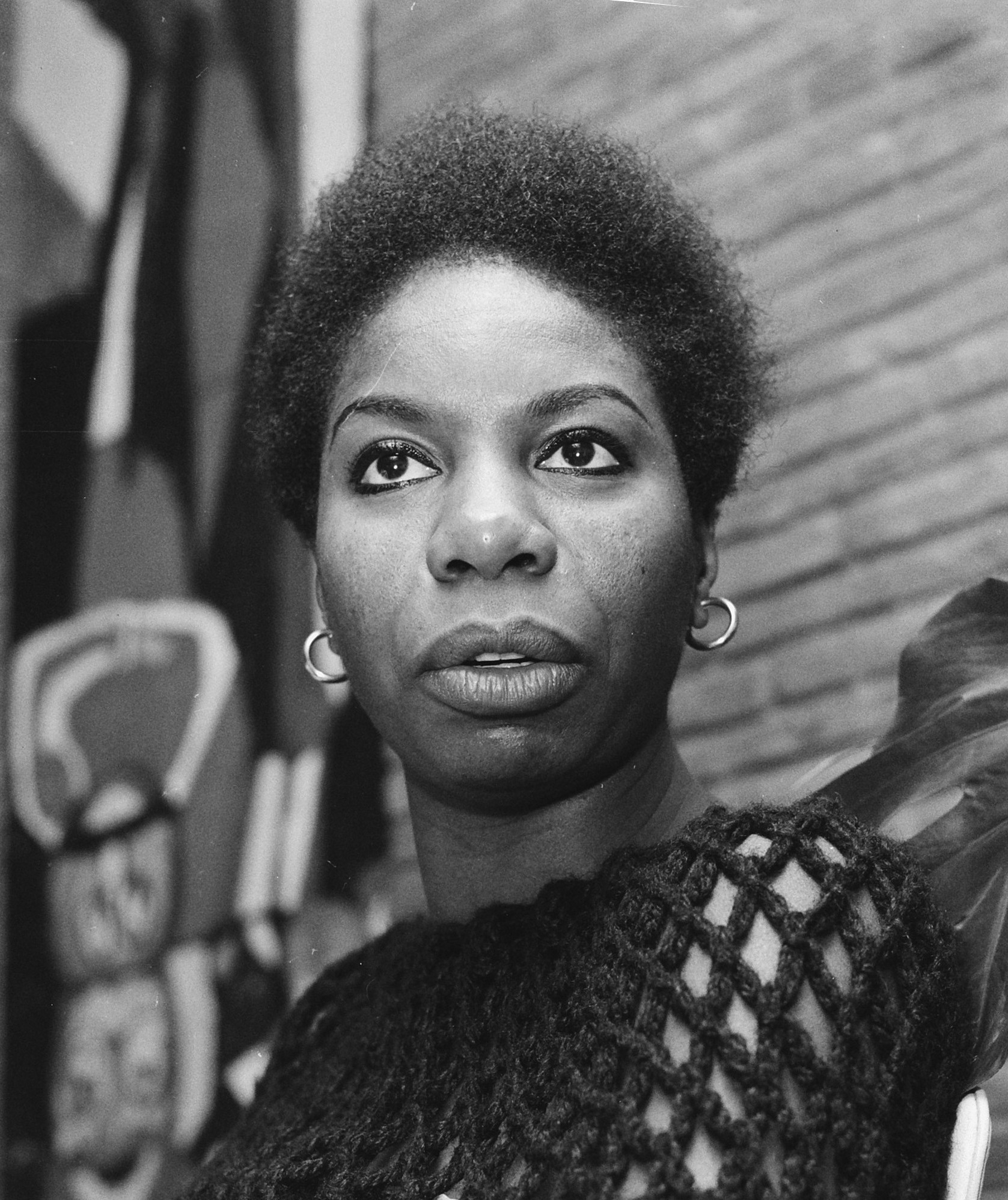
Nina Simone, americká zpěvačka

Nina je ženské rodné jméno, respektive více stejně znějících jmen následujícího původu:
- ruské jméno, snad ženská forma jména Ninos, což je řecká podoba jména zakladatele asyrského města Ninive.[1]
- domácí podoba jmen a jejich zdrobnělin zakončených na -nina jako Antonina, Janina, Anina a další.[1]
- může souviset i se španělským ninos „dítě, panenka“.[1]

Mírně odlišný pohled uvádí server Behindthename, podle kterého jde o zdrobnělinu jmen jako Antonina a Giannina, která pronikla v 19. století do západní Evropy z Ruska a Itálie. Souviset může také jméno Nino, které nesla gruzínská světice z 3. století. Existuje také slovanské mužské jméno Ninoslav.
Stejně zní také kečuánské a ajmarské jméno Nina s významem „oheň“
V Česku bylo jméno na počátku 21. století oblíbeno, s 3 670 nositelkami v roce 2016, přičemž jeho používání od roku 2000 stále vzrůstalo. Mezi domácí podoby patří Ninka, Ninečka, Ninuš(ka), Ninča, Ninočka a další. Jmeniny slaví 24. října.

## Známé nositelky jména
- Nina Balcarová – česká herečka
- Nina Bratčikovová – ruská tenistka
- Nina Divíšková – česká herečka
- Nina Dobrevová – bulharsko-kanadská herečka
- Nina Hagen – německá zpěvačka
- Nina Jiránková – česká herečka
- Nina Kacirová – první dáma Izraele
- Stella Nina McCartney – britská módní návrhářka, dcera Paula McCartneyho
- Nina Persson – zpěvačka skupiny The Cardigans
- Nina Ricci – módní návrhářka
- Nina Rutová – česká editorka a redaktorka didaktických sborníků, lektorka, scenáristka a dramaturgyně
- Nina Simone – jazzová zpěvačka
- Nina Siemaszko – americká herečka
- Nina Škottová – česká politička
- Nina Špitálníková – česká koreanistka
- Nina Weniger – německá herečka